# Cauto Cristo
Cauto Cristo è un comune di Cuba, situato nella provincia di Granma. 

## Amministrazione

### Gemellaggi
La città è gemellata con:
- Pareto
- Rialto